# 每日冲锋 (美国)
每日冲锋（The Daily Stormer）是美国一个支持极右翼、新纳粹、白人至上、仇女、反穆斯林 、反犹和纳粹大屠杀否认论的网络论坛，該網站的許多用戶主张对犹太人發動第二次种族灭绝。  該網站成立於2013年7月4日。 
2017年8月，由於该网站的用戶侮辱夏洛茨維爾汽車襲擊事件中的受害者，結果多家域名注册商拒絕讓該網站在他們那裡註冊。 